# Arthur Dennington
Arthur Dennington, né le 12 août 1904 à Londres et mort le 16 mai 1988 à Walmer dans le comté de Kent, est un compositeur et chef d'orchestre britannique.

## Biographie
Arthur Dennington étudie la musique à la Guildhall School of Music and Drama et au King's College de Londres. Après ses études, il commence à diriger plusieurs petits groupes orchestraux dans divers instituts et écoles dans le nord de Londres. En 1931 Arthur Dennington combine ces différents ensembles et forme le Orchestre symphonique moderne (en).

« L'épithète « moderne » a été choisi pour indiquer que ce devait être quelque chose de nouveau dans le monde des orchestres amateurs, pour tenter des œuvres peu connues et encourager les jeunes joueurs d'instruments à vent »

Pendant les 44 années suivantes jusqu'en 1975, Arthur Dennington est le chef d'orchestre principal de l'Orchestre symphonique moderne qui tient un rôle important dans le paysage orchestral de Londres.

« De nombreux compositeurs, célèbres et inconnus, ont eu pendant de nombreuses années des raisons d'être reconnaissants à Arthur Dennington et son courageux orchestre pour les répétitions et l'exécution de leurs œuvres (Burnett James, critique musical) »

Durant ses années avec le Modern Symphony Orchestra, Arthur Dennington dirige plusieurs premières mondiales et anglaises dont la création mondiale des concertos pour cor et violon de Ruth Gipps ou les créations anglaises de la Symphonie concertante de Frank Martin, du concerto pour guitare de Stephen Dodgson ou la première représentation en public du concerto pour piano d'Alan Bush.
Arthur Dennington enregistre également plusieurs 33 tours avec un répertoire orchestral peu connu pour le label Rare Recorded Editions, par exemple quatre volumes d'ouvertures de Daniel Auber.
En 1981, Arthur Dennington reçoit un Honorary Fellowship de la Polytechnic Northern London University.
Outre son activité de chef d'orchestre du Modern Symphony Orchestra, Arthur Dennington est également compositeur et a créé plusieurs œuvres orchestrales et de musique de chambre dont un quatuor à cordes.